# Addison (village, New York)
Ne doit pas être confondu avec Addison (ville, New York).
Addison est un village du comté de Steuben, dans l'État de New York, aux États-Unis,. En 2010, il comptait une population de 1 763 habitants.

## Démographie
Lors du recensement de 2010, la ville comptait une population de 1 763 habitants, tandis qu'en 2019, elle est estimée à 1 652 habitants.